# Ифигения
 Тази статия е за героинята от древногръцката митология.  За филма от 1977 година вижте Ифигения (филм).  
Ифигения (на старогръцки: Iφιγένεια) е дъщеря на Агамемнон и Клитемнестра в гръцката митология. Когато гърците се събрали в Авлида, за да отпътуват за Троя, Агамемнон без да знае убил една от свещените сърни на богинята на лова Артемида. Това разгневило богинята и тя не пратила попътен вятър за корабите на ахейците и за да я умилостивят, трябвало да жертват дъщеря му Ифигения.

## В митологията
В старогръцката митология Ифигения се появява по време на Троянската война, когато гръцките кораби се събират в Авлида в подготовка за атака на Троя. Водачът на гърците Агамемнон тогава оскърбява богинята на лова Артемида като убива една от нейните свещени сърни. Разгневена, тя не изпраща попътен вятър на войската му. Ахейците се допитват до прорицателя Калхант, който им разкрива, че за да умилостиви богинята, Агамемнон трябва да жертва своята най-красива дъщеря Ифигения. В началото той отказва, но впоследствие, когато Менелай и останалата войска настояват, се съгласява. Агамемнон призовава Ифигения и майка ѝ Клитемнестра да отидат в Авлида под претекста, че Ифигения ще се омъжи за воина Ахил, но скоро разбират за лъжата.
Според някои версии Ифигения не била убита. Артемида се смилила над нея и в последния момент преди жертвоприношението я отмъкнала от олтара и оставила сърна на нейно място. Богинята я отвела в Таврида, където Ифигения станала жрица в култа на Артемида. В епическата поема на Хезиод „Каталог на жените“ след спасяването ѝ Артемида превръща Ифигения в богинята Хеката. Според други версии Ифигения е отведена на Змийския остров в Черно море под името Орсилохия, където е омъжена за Ахил.

## В античната литература

### Есхил
В „Агамемнон“, първата част от трилогията „Орестия“ на Есхил, Ифигения е принесена в жертва от баща си. В трагедията е подчертана нейната пасивност. Тя е сравнена с козле и се приема като жертва на насилието на своя баща. Убийството на Ифигения също е посочено като една от причините по-късно нейният брат Орест да убие майка си и нейния любовник Егист.

### Еврипид

#### „Ифигения в Авлида“
В Еврипидовата трагедия „Ифигения в Авлида“ Агамемнон изпраща писмо до Клитемнестра и Ифигения, в което им съобщава, че Ифигения ще се омъжи за Ахил, но веднага след това размисля и прави опит да им изпрати друго писмо, в което им казва да не идват. Второто обаче попада в ръцете на Менелай, който убеждава Агамемнон, че като водач е длъжен да направи всичко по силите си в полза на ахейците. Когато Клитемнестра, Ифигения и малкият ѝ брат Орест пристигат, Агамемнон се опитва да отпрати съпругата си, но тя настоява да остане за сватбата. В разговор с Ахил Клитемнестра споменава женитбата, за която той не знае. Ахил се ядосва, на Агамемнон за това, че е бил въвлечен в лъжата и дава клетва да спаси Ифигения. Междувременно Ифигения и Клитемнестра разбират за плана на Агамемнон и се опитват да го разубедят. Впоследствие обаче ахейската войска разбира за съвета на прорицателя да жертват Ифигения и заплашват, че ако Агамемнон не го стори, ще убият него и семейството. Тогава Ифигения решава да се предаде за благото на своя народ и защото смята, че е безсилна пред волята на боговете, но в последния момент преди да бъде убита, е спасена от Артемида и заменена със сърна.
В тази интерпретация на мита Ифигения е значително по-развита като персонаж – първо с изтъкването на волята ѝ да се спаси, като моли баща си да я пощади, а по-късно и с героичното ѝ решение да се жертва доброволно в името на победата на гърците.

#### „Ифигения в Таврида“
Действието в тази трагедия се развива, както сочи и името ѝ, в Таврида след като Ифигения е спасена от богинята Артемида и станала жрица в нейния култ. В нея присъства и брат ѝ Орест, виновен за убийството на майка си Клитемнестра и любовника ѝ Егист.
Аполон нарежда на Орест да отиде в Таврида, за да се спаси от наказанието на Ериниите за убийството, което е извършил. Той получава и задачата да вземе от там падналия от небето ксоанон (дървено изображение на бог) на Артемида и да го отнесе в Атина. Веднага след прстигането си обаче Орест и приятелят му Пилад са пленени от местните кимерийци, за да бъдат принесени в жертва на Артемида както повелява тяхната традиция, а Ифигения е тази, която би трябвало да изпълни жертвения ритуал. При срещата си Ифигения и Орест не подозират, че са брат и сестра, тъй като Ифигения мисли, че Орест е мъртъв. Тя му предлага да го освободи при условие, че занесе писмо от нейно име в родната ѝ Гърция. Орест отказва, но след спора с другаря си Пилад, го убеждава да изпълни заръката вместо него. Писмото обаче става причина Орест и Ифигения да разпознаят един друг, след което тримата бягат от Таврида. След завръщането си в Гърция с помощта на богинята Атина, тя нарежда на Орест да отнесе ксоанона в Халай, където да основе храм на Артемида, а Ифигения трябвало да замине за Браурон и да бъде жрица там до края на живота си.

### Други автори
Ифигения се появява като героиня и в произведения на други антични автори, сред които трагедията на Софокъл „Електра“, поемата „Метаморфози“ на Овидий, както и в преработки на мита като тези на Ений, Лукреций и др.

## Образ в по-късни епохи
В първата новела от петия ден в сборника на Джовани Бокачо „Декамерон“ се разказва за спящата в гората Ифигения и благородникът Чимоне, който я гледал в захлас, изпълнен с вдъхновение от нейната красота. След като я видял, Чимоне, от хулиган станал възпитан, приятен и достоен.
В адаптацията „Ифигения“ на Жан Расин драматургът следва основния сюжет на оригиналната Еврипидова трагедия „Ифигения в Авлида“ с изключение на последното пето действие: вместо Ифигения да бъде заменена със сърна от Артемида, се оказва, че принцесата Ерифила е истинската Ифигения и така героинята е спасена.

### Модерни интерпретации
Героинята Ширйн Баратеон в популярния телевизионен сериал „Игра на тронове“ се базира на образа на Ифигения. Принцесата е жертвана от баща си, когато войската му попада в безизходно положение, за да умилостиви боговете и да му донесат победа.
В рамките на антиутопичния роман на Шери С. Тепър „Порта към страната на жените“ се разиграва пиесата „Ифигения в Илион“, където духът на героинята разкрива на Ахил, че е била пожертвана против своята воля и че не е била заменена със сърна.
Тематиката на мита за Ифигения е обхваната във филма на гръцкия режисьор Йоргос Лантимос „Убийството на свещена сърна“, където баща трябва да изкупи вината си като избере член на семейството си, когото да жертва.

## Адаптации
- 1617: Самюъл Костър, „Ифигения“ (драма)
- 1661: Йохан Якоб Льове. „Ифигения“ (опера)
- 1704: Андре Кампра, „Ифигения в Таврида“ (опера)
- 1763: Томазо Траета, „Ифигения в Таврида“ (опера)
- 1774: Крисотф Вилибалд Глук, „Ифигения в Авлида“ (опера)
- 1779: Кристоф Вилибалд Глук, „Ифигения в Таврида“
- 1779 – 1788: Йохан Волфганг фон Гьоте, „Ифигения в Таврида“ (трагедия)
- 1781: Николо Пичини, „Ифигения в Таврида“ (музикална трагедия)
- 1977: Михалис Какоянис, „Ифигения“ (филм)
- 2002: Бари Ънсуърт, „Песните на кралете“ (роман)